# Afrikaans kampioenschap voetbal 2012
De African Cup of Nations 2012 was de 28ste editie van de Afrika Cup, de Afrikaanse kampioenschap van de CAF. Het werd gezamenlijk georganiseerd door Gabon en Equatoriaal Guinea. De twee landen kregen de organisatie toegewezen boven Nigeria, Angola en Libië. Het toernooi werd gehouden van 21 januari 2012 tot en met 12 februari 2012. Winnaar werd Zambia dat in de finale na strafschoppen won van Ivoorkust.
Belangrijkste afwezige op het toernooi was titelverdediger Egypte, zij eindigden zelfs als laatste in hun kwalificatiegroep.

## Shortlist
Vijf kandidaten landen hadden zich kandidaat gesteld voor het organiseren van de Afrika Cup 2012:
- Angola
- Gabon /  Equatoriaal-Guinea
- Libië
- Nigeria (reservegastland)

## Kwalificatie
Naast Egypte zijn ook voetbalgrootmachten Nigeria, Kameroen, Algerije en Zuid-Afrika (alle vier deelnemers op het WK voetbal in 2010) er niet in geslaagd zich te kwalificeren voor de eindronde. Ondanks hoge verwachtingen wisten Togo, Zimbabwe en Kaapverdië zich ook niet te kwalificeren. Een verrassende nieuwkomer is Botswana, dat zich als eerste kwalificeerde. Bekenden zijn o.a. Zambia, Mali, Ghana, Ivoorkust, Burkina Faso, Marokko, Soedan en Tunesië zullen strijden om de titel.

### Gekwalificeerde landen

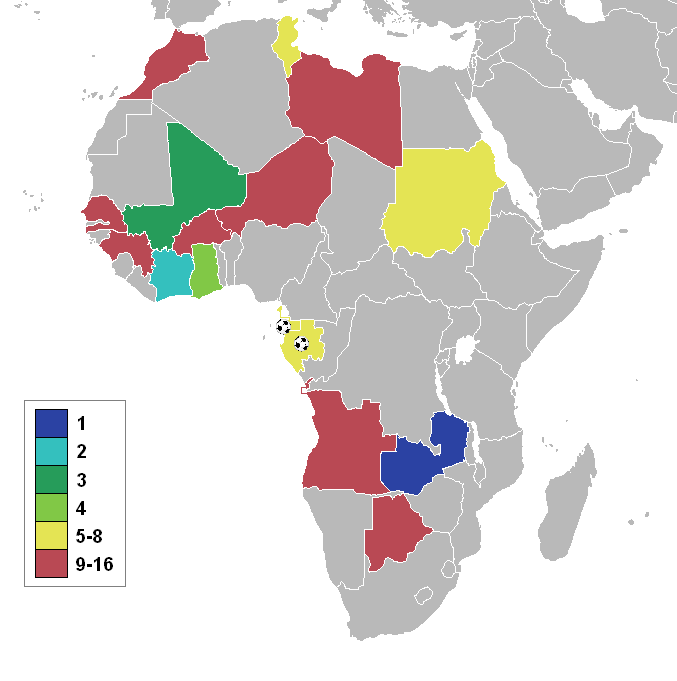
Gekwalificeerde landen

| Land               | Gekwalificeerd als           | Datum van kwalificatie | Aantal deelnames | beste resultaat vorig toernooi   |
| ------------------ | ---------------------------- | ---------------------- | ---------------- | -------------------------------- |
| Gabon              | Gastland                     | 29 juli 2007           | 5e               | Kwartfinale (1996)               |
| Equatoriaal-Guinea | Gastland                     | 29 juli 2007           | 1e               | Debuut                           |
| Mali               | Winnaar kwalificatiegroep A  | 8 oktober 2011         | 7e               | 2e plaats (1972)                 |
| Guinee             | Winnaar kwalificatiegroep B  | 8 oktober 2011         | 10e              | Finalist (1976)                  |
| Zambia             | Winnaar kwalificatiegroep C  | 8 oktober 2011         | 15e              | Finalist (1974, 1994)            |
| Marokko            | Winnaar kwalificatiegroep D  | 9 oktober 2011         | 14e              | Winnaar (1976)                   |
| Senegal            | Winnaar kwalificatiegroep E  | 3 september 2011       | 12e              | Finalist (2002)                  |
| Burkina Faso       | Winnaar kwalificatiegroep F  | 3 september 2011       | 8e               | Vierde plaats (1998)             |
| Niger              | Winnaar kwalificatiegroep G  | 8 oktober 2011         | 1e               | Debuut                           |
| Ivoorkust          | Winnaar kwalificatiegroep H  | 5 juni 2011            | 19e              | Winnaar (1992)                   |
| Ghana              | Winnaar kwalificatiegroep I  | 8 oktober 2011         | 18e              | Winnaar (1963, 1965, 1978, 1982) |
| Angola             | Winnaar kwalificatiegroep J  | 8 oktober 2011         | 6e               | Kwartfinale (2008, 2010)         |
| Botswana           | Winnaar kwalificatiegroep K  | 26 maart 2011          | 1e               | Debuut                           |
| Tunesië            | Nummer 2 kwalificatiegroep K | 8 oktober 2011         | 15e              | Winnaar (2004)                   |
| Libië              | Beste nummer 2               | 8 oktober 2011         | 3e               | Finalist (1982)                  |
| Soedan             | Beste nummer 2               | 9 oktober 2011         | 8e               | Winnaar (1970)                   |

## Speelsteden
| · Franceville Libreville Gabon   | Libreville         | Franceville             |
| · Franceville Libreville Gabon   | Stade d'Angondjé   | Stade de Franceville    |
| · Franceville Libreville Gabon   | Capaciteit: 45.000 | Capaciteit: 40.000      |
| · Malabo Bata Equatoriaal-Guinea | Bata               | Malabo                  |
| · Malabo Bata Equatoriaal-Guinea | Estadio de Bata    | Nuevo Estadio de Malabo |
| · Malabo Bata Equatoriaal-Guinea |                    |                         |
| · Malabo Bata Equatoriaal-Guinea | Capaciteit: 40.000 | Capaciteit: 15.250      |

## Groepsfase

### Groep A
| Team               | Wed. | W | G | V | DV | DT | DS | Ptn |
| ------------------ | ---- | - | - | - | -- | -- | -- | --- |
| Zambia             | 3    | 2 | 1 | 0 | 5  | 3  | +2 | 7   |
| Equatoriaal-Guinea | 3    | 2 | 0 | 1 | 3  | 2  | +1 | 6   |
| Libië              | 3    | 1 | 1 | 1 | 4  | 4  | 0  | 4   |
| Senegal            | 3    | 0 | 0 | 3 | 3  | 6  | –4 | 0   |

|                                                  |                    |                  |       |                                                                            |
| 21 januari 2012 «onderlinge duels» 19:30 (UTC+1) | Equatoriaal-Guinea | 1 – 0            | Libië | Estadio de Bata, Bata Toeschouwers: 35.000 Scheidsrechter: Noumandiez Doue |
| 21 januari 2012 «onderlinge duels» 19:30 (UTC+1) | Balboa 88'         | Wedstrijdverslag |       | Estadio de Bata, Bata Toeschouwers: 35.000 Scheidsrechter: Noumandiez Doue |

|                                                  |            |                  |                       |                                                                        |
| 21 januari 2012 «onderlinge duels» 22:00 (UTC+1) | Senegal    | 1 – 2            | Zambia                | Estadio de Bata, Bata Toeschouwers: 17.500 Scheidsrechter: Sidi Alioum |
| 21 januari 2012 «onderlinge duels» 22:00 (UTC+1) | N'Doye 74' | Wedstrijdverslag | 12' Mayuka 20' Kalaba | Estadio de Bata, Bata Toeschouwers: 17.500 Scheidsrechter: Sidi Alioum |

|                                                  |               |                  |                        |                                                                           |
| 25 januari 2012 «onderlinge duels» 17:00 (UTC+1) | Libië         | 2 – 2            | Zambia                 | Estadio de Bata, Bata Toeschouwers: 1.500 Scheidsrechter: Koman Coulibaly |
| 25 januari 2012 «onderlinge duels» 17:00 (UTC+1) | Osman 5', 36' | Wedstrijdverslag | 29' Mayuka 54' Katongo | Estadio de Bata, Bata Toeschouwers: 1.500 Scheidsrechter: Koman Coulibaly |

|                                                  |                      |                  |         |                                                                                |
| 25 januari 2012 «onderlinge duels» 20:00 (UTC+1) | Equatoriaal-Guinea   | 2 – 1            | Senegal | Estadio de Bata, Bata Toeschouwers: 35.000 Scheidsrechter: Khalid Abdel Rahman |
| 25 januari 2012 «onderlinge duels» 20:00 (UTC+1) | Randy 62' Kily 90+4' | Wedstrijdverslag | 89' Sow | Estadio de Bata, Bata Toeschouwers: 35.000 Scheidsrechter: Khalid Abdel Rahman |

|                                                  |                    |                  |                |                                                                                      |
| 29 januari 2012 «onderlinge duels» 19:00 (UTC+1) | Equatoriaal-Guinea | 0 – 1            | Zambia         | Nuevo Estadio de Malabo, Malabo Toeschouwers: 44.000 Scheidsrechter: Mohamed Benouza |
| 29 januari 2012 «onderlinge duels» 19:00 (UTC+1) |                    | Wedstrijdverslag | 68' C. Katongo | Nuevo Estadio de Malabo, Malabo Toeschouwers: 44.000 Scheidsrechter: Mohamed Benouza |

|                                                  |                  |                  |                |                                                                                    |
| 29 januari 2012 «onderlinge duels» 19:00 (UTC+1) | Libië            | 2 – 1            | Senegal        | Estadio de Bata, Bata Toeschouwers: 10.000 Scheidsrechter: Rajindraparsad Seechurn |
| 29 januari 2012 «onderlinge duels» 19:00 (UTC+1) | Boussefi 5', 84' | Wedstrijdverslag | 11' D. N'Diaye | Estadio de Bata, Bata Toeschouwers: 10.000 Scheidsrechter: Rajindraparsad Seechurn |

### Groep B
| Team         | Wed. | W | G | V | DV | DT | DS | Ptn |
| ------------ | ---- | - | - | - | -- | -- | -- | --- |
| Ivoorkust    | 3    | 3 | 0 | 0 | 5  | 0  | +5 | 9   |
| Soedan       | 3    | 1 | 1 | 1 | 4  | 4  | 0  | 4   |
| Angola       | 3    | 1 | 1 | 1 | 4  | 5  | –1 | 4   |
| Burkina Faso | 3    | 0 | 0 | 3 | 2  | 6  | –4 | 0   |

|                                                  |            |                  |        |                                                                                             |
| 22 januari 2012 «onderlinge duels» 17:00 (UTC+1) | Ivoorkust  | 1 – 0            | Soedan | Nuevo Estadio de Malabo, Malabo Toeschouwers: 5.000 Scheidsrechter: Rajindraparsad Seechurn |
| 22 januari 2012 «onderlinge duels» 17:00 (UTC+1) | Drogba 39' | Wedstrijdverslag |        | Nuevo Estadio de Malabo, Malabo Toeschouwers: 5.000 Scheidsrechter: Rajindraparsad Seechurn |

|                                                  |               |                  |                        |                                                                                      |
| 22 januari 2012 «onderlinge duels» 20:00 (UTC+1) | Burkina Faso  | 1 – 2            | Angola                 | Nuevo Estadio de Malabo, Malabo Toeschouwers: 17.000 Scheidsrechter: Mohamed Benouza |
| 22 januari 2012 «onderlinge duels» 20:00 (UTC+1) | A. Traoré 57' | Wedstrijdverslag | 47' Mateus 68' Manucho | Nuevo Estadio de Malabo, Malabo Toeschouwers: 17.000 Scheidsrechter: Mohamed Benouza |

|                                                  |                |                  |                |                                                                                    |
| 26 januari 2012 «onderlinge duels» 17:00 (UTC+1) | Soedan         | 2 – 2            | Angola         | Nuevo Estadio de Malabo, Malabo Toeschouwers: 2.500 Scheidsrechter: Ali Lemghaifry |
| 26 januari 2012 «onderlinge duels» 17:00 (UTC+1) | Bashir 33' 74' | Wedstrijdverslag | 5' 50' Manucho | Nuevo Estadio de Malabo, Malabo Toeschouwers: 2.500 Scheidsrechter: Ali Lemghaifry |

|                                                  |                           |                  |              |                                                                                  |
| 26 januari 2012 «onderlinge duels» 20:00 (UTC+1) | Ivoorkust                 | 2 – 0            | Burkina Faso | Nuevo Estadio de Malabo, Malabo Toeschouwers: 4.000 Scheidsrechter: Gehad Grisha |
| 26 januari 2012 «onderlinge duels» 20:00 (UTC+1) | Kalou 16' Koné 82' (e.d.) | Wedstrijdverslag |              | Nuevo Estadio de Malabo, Malabo Toeschouwers: 4.000 Scheidsrechter: Gehad Grisha |

|                                                  |                   |                  |                 |                                                                            |
| 30 januari 2012 «onderlinge duels» 19:00 (UTC+1) | Soedan            | 2 – 1            | Burkina Faso    | Estadio de Bata, Bata Toeschouwers: 132 Scheidsrechter: Eric Otogo-Castane |
| 30 januari 2012 «onderlinge duels» 19:00 (UTC+1) | El Tahir 33', 80' | Wedstrijdverslag | Ouédraogo 90+6' | Estadio de Bata, Bata Toeschouwers: 132 Scheidsrechter: Eric Otogo-Castane |

|                                                  |                    |                  |        |                                                                                 |
| 30 januari 2012 «onderlinge duels» 19:00 (UTC+1) | Ivoorkust          | 2 – 0            | Angola | Nuevo Estadio de Malabo, Malabo Toeschouwers: 1.500 Scheidsrechter: Slim Jedidi |
| 30 januari 2012 «onderlinge duels» 19:00 (UTC+1) | Eboué 33' Bony 65' | Wedstrijdverslag |        | Nuevo Estadio de Malabo, Malabo Toeschouwers: 1.500 Scheidsrechter: Slim Jedidi |

### Groep C
| Team    | Wed. | W | G | V | DV | DT | DS | Ptn |
| ------- | ---- | - | - | - | -- | -- | -- | --- |
| Gabon   | 3    | 3 | 0 | 0 | 6  | 2  | +4 | 9   |
| Tunesië | 3    | 2 | 0 | 1 | 4  | 3  | +1 | 6   |
| Marokko | 3    | 1 | 0 | 2 | 4  | 5  | –1 | 3   |
| Niger   | 3    | 0 | 0 | 3 | 1  | 5  | –4 | 0   |

|                                                  |                            |                  |       |                                                                                |
| 23 januari 2012 «onderlinge duels» 17:00 (UTC+1) | Gabon                      | 2 – 0            | Niger | Stade d'Angondjé, Libreville Toeschouwers: 38.000 Scheidsrechter: Eddy Maillet |
| 23 januari 2012 «onderlinge duels» 17:00 (UTC+1) | Aubameyang 31' N'Guéma 45' | Wedstrijdverslag |       | Stade d'Angondjé, Libreville Toeschouwers: 38.000 Scheidsrechter: Eddy Maillet |

|                                                  |            |                  |                      |                                                                                  |
| 23 januari 2012 «onderlinge duels» 20:00 (UTC+1) | Marokko    | 1 – 2            | Tunesië              | Stade d'Angondjé, Libreville Toeschouwers: 18.000 Scheidsrechter: Daniel Bennett |
| 23 januari 2012 «onderlinge duels» 20:00 (UTC+1) | Kharja 86' | Wedstrijdverslag | 36' Korbi 76' Mskani | Stade d'Angondjé, Libreville Toeschouwers: 18.000 Scheidsrechter: Daniel Bennett |

|                                                  |            |                  |                     |                                                                                 |
| 27 januari 2012 «onderlinge duels» 17:00 (UTC+1) | Niger      | 1 – 2            | Tunesië             | Stade d'Angondjé, Libreville Toeschouwers: 20.000 Scheidsrechter: Janny Sikazwe |
| 27 januari 2012 «onderlinge duels» 17:00 (UTC+1) | Ngounou 8' | Wedstrijdverslag | 3' Msakni 90' Jemâa | Stade d'Angondjé, Libreville Toeschouwers: 20.000 Scheidsrechter: Janny Sikazwe |

|                                                  |                                            |                  |                          |                                                                                  |
| 27 januari 2012 «onderlinge duels» 20:00 (UTC+1) | Gabon                                      | 3 – 2            | Marokko                  | Stade d'Angondjé, Libreville Toeschouwers: 35.000 Scheidsrechter: Bakary Gassama |
| 27 januari 2012 «onderlinge duels» 20:00 (UTC+1) | Aubameyang 77' Cousin 79' Mbanangoyé 90+8' | Wedstrijdverslag | 25', 90+1' (pen.) Kharja | Stade d'Angondjé, Libreville Toeschouwers: 35.000 Scheidsrechter: Bakary Gassama |

|                                                  |                |                  |         |                                                                                        |
| 31 januari 2012 «onderlinge duels» 19:00 (UTC+1) | Gabon          | 1 – 0            | Tunesië | Stade de Franceville, Franceville Toeschouwers: 22.000 Scheidsrechter: Noumandiez Doue |
| 31 januari 2012 «onderlinge duels» 19:00 (UTC+1) | Aubameyang 62' | Wedstrijdverslag |         | Stade de Franceville, Franceville Toeschouwers: 22.000 Scheidsrechter: Noumandiez Doue |

|                                                  |       |                  |              |                                                                                      |
| 31 januari 2012 «onderlinge duels» 19:00 (UTC+1) | Niger | 0 – 1            | Marokko      | Stade d'Angondjé, Libreville Toeschouwers: 4.000 Scheidsrechter: Hamada Nampiandraza |
| 31 januari 2012 «onderlinge duels» 19:00 (UTC+1) |       | Wedstrijdverslag | 79' Belhanda | Stade d'Angondjé, Libreville Toeschouwers: 4.000 Scheidsrechter: Hamada Nampiandraza |

### Groep D
| Team     | Wed. | W | G | V | DV | DT | DS | Ptn |
| -------- | ---- | - | - | - | -- | -- | -- | --- |
| Ghana    | 3    | 2 | 1 | 0 | 4  | 1  | +3 | 7   |
| Mali     | 3    | 2 | 0 | 1 | 3  | 3  | 0  | 6   |
| Guinee   | 3    | 1 | 1 | 1 | 7  | 3  | +4 | 4   |
| Botswana | 3    | 0 | 0 | 3 | 2  | 9  | –7 | 0   |

|                                                  |            |                  |          |                                                                                     |
| 24 januari 2012 «onderlinge duels» 17:00 (UTC+1) | Ghana      | 1 – 0            | Botswana | Stade de Franceville, Franceville Toeschouwers: 5.000 Scheidsrechter: Badara Diatta |
| 24 januari 2012 «onderlinge duels» 17:00 (UTC+1) | Mensah 25' | Wedstrijdverslag |          | Stade de Franceville, Franceville Toeschouwers: 5.000 Scheidsrechter: Badara Diatta |

|                                                  |            |                  |        |                                                                                    |
| 24 januari 2012 «onderlinge duels» 20:00 (UTC+1) | Mali       | 1 – 0            | Guinee | Stade de Franceville, Franceville Toeschouwers: 10.000 Scheidsrechter: Slim Jedidi |
| 24 januari 2012 «onderlinge duels» 20:00 (UTC+1) | Traoré 30' | Wedstrijdverslag |        | Stade de Franceville, Franceville Toeschouwers: 10.000 Scheidsrechter: Slim Jedidi |

|                                                  |                      |                  |                                                                        |                                                                                          |
| 28 januari 2012 «onderlinge duels» 17:00 (UTC+1) | Botswana             | 1 – 6            | Guinee                                                                 | Stade de Franceville, Franceville Toeschouwers: 4.000 Scheidsrechter: Bouchaib El Ahrach |
| 28 januari 2012 «onderlinge duels» 17:00 (UTC+1) | Selolwane 23' (pen.) | Wedstrijdverslag | 14', 25' S. Diallo 42' A. R. Camara 45+1' Traoré 82' M. Bah 85' Soumah | Stade de Franceville, Franceville Toeschouwers: 4.000 Scheidsrechter: Bouchaib El Ahrach |

|                                                  |                      |                  |      |                                                                                       |
| 28 januari 2012 «onderlinge duels» 20:00 (UTC+1) | Ghana                | 2 – 0            | Mali | Stade de Franceville, Franceville Toeschouwers: 7.000 Scheidsrechter: Djamel Haimoudi |
| 28 januari 2012 «onderlinge duels» 20:00 (UTC+1) | Gyan 63' A. Ayew 74' | Wedstrijdverslag |      | Stade de Franceville, Franceville Toeschouwers: 7.000 Scheidsrechter: Djamel Haimoudi |

|                                                  |           |                  |                           |                                                                                       |
| 1 februari 2012 «onderlinge duels» 19:00 (UTC+1) | Botswana  | 1 – 2            | Mali                      | Stade d'Angondjé, Libreville Toeschouwers: 20.000 Scheidsrechter: Khalid Abdel Rahman |
| 1 februari 2012 «onderlinge duels» 19:00 (UTC+1) | Ngele 50' | Wedstrijdverslag | 56' Dembélé 75' Se. Keita | Stade d'Angondjé, Libreville Toeschouwers: 20.000 Scheidsrechter: Khalid Abdel Rahman |

|                                                  |                   |                  |                    |                                                                                      |
| 1 februari 2012 «onderlinge duels» 19:00 (UTC+1) | Ghana             | 1 – 1            | Guinee             | Stade de Franceville, Franceville Toeschouwers: 5.500 Scheidsrechter: Daniel Bennett |
| 1 februari 2012 «onderlinge duels» 19:00 (UTC+1) | Agyemang-Badu 28' | Wedstrijdverslag | 45+2' A. R. Camara | Stade de Franceville, Franceville Toeschouwers: 5.500 Scheidsrechter: Daniel Bennett |

## Knock-outfase
|  | kwartfinale                   | kwartfinale                  |                               |       | halve finale              | halve finale              |   |  | finale | finale |
|  |                               |                              |                               |       |                           |                           |   |  |        |        |
|  | 4 februari 2012 – Bata        |                              |                               |       |                           |                           |   |  |        |        |
|  |                               |                              |                               |       |                           |                           |   |  |        |        |
|  | Zambia                        | 3                            |                               |       |                           |                           |   |  |        |        |
|  | Zambia                        | 3                            | 8 februari 2012 – Bata        |       |                           |                           |   |  |        |        |
|  | Soedan                        | 0                            |                               |       |                           |                           |   |  |        |        |
|  | Soedan                        | 0                            | Zambia                        | 1     |                           |                           |   |  |        |        |
|  | 5 februari 2012 – Franceville |                              | Zambia                        | 1     |                           |                           |   |  |        |        |
|  |                               | Ghana                        | 0                             |       |                           |                           |   |  |        |        |
|  | Ghana                         | Ghana                        | 0                             | 2     |                           |                           |   |  |        |        |
|  | Ghana                         |                              | 12 februari 2012 – Libreville | 2     |                           |                           |   |  |        |        |
|  | Tunesië                       | 1                            |                               |       |                           |                           |   |  |        |        |
|  | Tunesië                       | 1                            | Zambia                        | 0 (8) |                           |                           |   |  |        |        |
|  | 5 februari 2012 – Libreville  |                              | Zambia                        | 0 (8) |                           |                           |   |  |        |        |
|  |                               | Ivoorkust                    | 0 (7)                         |       |                           |                           |   |  |        |        |
|  | Gabon                         | Ivoorkust                    | 0 (7)                         | 1 (4) |                           |                           |   |  |        |        |
|  | Gabon                         | 8 februari 2012 – Libreville |                               | 1 (4) |                           |                           |   |  |        |        |
|  | Mali                          | 1 (5)                        |                               |       |                           |                           |   |  |        |        |
|  | Mali                          | 1 (5)                        | Mali                          | 0     | derde plaats              | derde plaats              |   |  |        |        |
|  | 4 februari 2012 – Malabo      |                              | Mali                          | 0     | derde plaats              | derde plaats              |   |  |        |        |
|  |                               | Ivoorkust                    | 1                             |       | 11 februari 2012 – Malabo | 11 februari 2012 – Malabo |   |  |        |        |
|  | Ivoorkust                     | Ivoorkust                    | 1                             | 3     | 11 februari 2012 – Malabo | 11 februari 2012 – Malabo |   |  |        |        |
|  | Ivoorkust                     |                              |                               |       |                           | Ghana                     | 0 |  |        |        |
|  | Equatoriaal-Guinea            | 0                            |                               |       |                           | Ghana                     | 0 |  |        |        |
|  | Equatoriaal-Guinea            | 0                            | Mali                          | 2     |                           |                           |   |  |        |        |
|  |                               |                              | Mali                          | 2     |                           |                           |   |  |        |        |

### Kwartfinale
|                                                  |                                       |                  |        |                                                                        |
| 4 februari 2012 «onderlinge duels» 17:00 (UTC+1) | Zambia                                | 3 – 0            | Soedan | Estadio de Bata, Bata Toeschouwers: 200 Scheidsrechter: Bakary Gassama |
| 4 februari 2012 «onderlinge duels» 17:00 (UTC+1) | Sunzu 14' C. Katongo 66' Chamanga 86' | Wedstrijdverslag |        | Estadio de Bata, Bata Toeschouwers: 200 Scheidsrechter: Bakary Gassama |

|                                                  |                              |                  |                    |                                                                                   |
| 4 februari 2012 «onderlinge duels» 20:00 (UTC+1) | Ivoorkust                    | 3 – 0            | Equatoriaal-Guinea | Nuevo Estadio de Malabo, Malabo Toeschouwers: 12.500 Scheidsrechter: Eddy Maillet |
| 4 februari 2012 «onderlinge duels» 20:00 (UTC+1) | Drogba 36', 69' Y. Touré 81' | Wedstrijdverslag |                    | Nuevo Estadio de Malabo, Malabo Toeschouwers: 12.500 Scheidsrechter: Eddy Maillet |

|                                                  |                                             |                  |                                        |                                                                                   |
| 5 februari 2012 «onderlinge duels» 17:00 (UTC+1) | Gabon                                       | 1 – 1 (nv)       | Mali                                   | Stade d'Angondjé, Libreville Toeschouwers: 30.000 Scheidsrechter: Djamel Haimoudi |
| 5 februari 2012 «onderlinge duels» 17:00 (UTC+1) | Mouloungui 55'                              | Wedstrijdverslag | 83' Diabaté                            | Stade d'Angondjé, Libreville Toeschouwers: 30.000 Scheidsrechter: Djamel Haimoudi |
| 5 februari 2012 «onderlinge duels» 17:00 (UTC+1) | Strafschoppen                               |                  |                                        | Stade d'Angondjé, Libreville Toeschouwers: 30.000 Scheidsrechter: Djamel Haimoudi |
| 5 februari 2012 «onderlinge duels» 17:00 (UTC+1) | Poko Mbanangoyé Mouloungui Aubameyang Manga | 4 – 5            | Diabaté Yatabaré Kanté B. Traoré Keita | Stade d'Angondjé, Libreville Toeschouwers: 30.000 Scheidsrechter: Djamel Haimoudi |

|                                                  |                         |                  |             |                                                                                   |
| 5 februari 2012 «onderlinge duels» 20:00 (UTC+1) | Ghana                   | 2 – 1 (nv)       | Tunesië     | Stade de Franceville, Franceville Toeschouwers: 8.000 Scheidsrechter: Sidi Alioum |
| 5 februari 2012 «onderlinge duels» 20:00 (UTC+1) | Mensah 10' A. Ayew 101' | Wedstrijdverslag | 42' Khelifa | Stade de Franceville, Franceville Toeschouwers: 8.000 Scheidsrechter: Sidi Alioum |

### Halve finales
|                                                  |            |                  |       |                                                                            |
| 8 februari 2012 «onderlinge duels» 17:00 (UTC+1) | Zambia     | 1 – 0            | Ghana | Estadio de Bata, Bata Toeschouwers: 12.000 Scheidsrechter: Mohamed Benouza |
| 8 februari 2012 «onderlinge duels» 17:00 (UTC+1) | Mayuka 78' | Wedstrijdverslag |       | Estadio de Bata, Bata Toeschouwers: 12.000 Scheidsrechter: Mohamed Benouza |

|                                                  |      |                  |              |                                                                                  |
| 8 februari 2012 «onderlinge duels» 20:00 (UTC+1) | Mali | 0 – 1            | Ivoorkust    | Stade d'Angondjé, Libreville Toeschouwers: 32.000 Scheidsrechter: Daniel Bennett |
| 8 februari 2012 «onderlinge duels» 20:00 (UTC+1) |      | Wedstrijdverslag | 44' Gervinho | Stade d'Angondjé, Libreville Toeschouwers: 32.000 Scheidsrechter: Daniel Bennett |

### Derde plaats
|                                                   |       |                  |                  |                                                                                   |
| 11 februari 2012 «onderlinge duels» 20:00 (UTC+1) | Ghana | 0 – 2            | Mali             | Nuevo Estadio de Malabo, Malabo Toeschouwers: 15.000 Scheidsrechter: Gehad Grisha |
| 11 februari 2012 «onderlinge duels» 20:00 (UTC+1) |       | Wedstrijdverslag | 23', 80' Diabaté | Nuevo Estadio de Malabo, Malabo Toeschouwers: 15.000 Scheidsrechter: Gehad Grisha |

### Finale
|                                                   |                                                                       |            |                                                                 |                                                            |
| 12 februari 2012 «onderlinge duels» 20:30 (UTC+1) | Zambia                                                                | 0 – 0 (nv) | Ivoorkust                                                       | Stade d'Angondjé, Libreville Scheidsrechter: Badara Diatta |
| 12 februari 2012 «onderlinge duels» 20:30 (UTC+1) | Wedstrijdverslag                                                      |            |                                                                 | Stade d'Angondjé, Libreville Scheidsrechter: Badara Diatta |
| 12 februari 2012 «onderlinge duels» 20:30 (UTC+1) | Strafschoppen                                                         |            |                                                                 | Stade d'Angondjé, Libreville Scheidsrechter: Badara Diatta |
| 12 februari 2012 «onderlinge duels» 20:30 (UTC+1) | C. Katongo Mayuka Chansa F. Katongo Mweene Sinkala Lungu Kalaba Sunzu | 8 – 7      | Tioté Bony Bamba Gradel Drogba Tiéné Ya Konan K. Touré Gervinho | Stade d'Angondjé, Libreville Scheidsrechter: Badara Diatta |

| Afrikaans kampioenschap voetbal Winnaar 2012 |
| -------------------------------------------- |
| ZAMBIA 1ste titel                            |

## Doelpuntenmakers
3 doelpunten
- Manucho
- Didier Drogba
- Pierre-Emerick Aubameyang

- Cheick Diabaté
- Houssine Kharja

- Christopher Katongo
- Emmanuel Mayuka

2 doelpunten
- André Ayew
- John Mensah
- Abdoul Camara

- Sadio Diallo
- Ihaab Boussefi
- Ahmed Saad Osman

- Mohamed Ahmed Bashir
- Mudather El Tahir
- Youssef Msakni

1 doelpunt
- Mateus
- Mogakolodi Ngele
- Dipsy Selolwane
- Issiaka Ouédraogo
- Alain Traoré
- Wilfried Bony
- Emmanuel Eboué
- Gervinho
- Salomon Kalou
- Yaya Touré
- Javier Balboa
- Kily
- Randy

- Daniel Cousin
- Bruno Zita Mbanangoyé
- Eric Mouloungui
- Stéphane N'Guéma
- Emmanuel Agyemang-Badu
- Asamoah Gyan
- Mamadou Bah
- Naby Soumah
- Ibrahima Traoré
- Garra Dembélé
- Seydou Keita
- Bakaye Traoré

- Younès Belhanda
- William N'Gounou
- Deme N'Diaye
- Dame N'Doye
- Moussa Sow
- Issam Jemâa
- Saber Khelifa
- Khaled Korbi
- James Chamanga
- Rainford Kalaba
- Stophira Sunzu

Eigen doelpunt
- Bakary Koné (Tegen Ivoorkust)